# Grant Forrest
Grant Forrest (Edinburgh, 19 juni 1993) is een Schotse golfer. Hij is lid van de Craigielaw Golf Club.
Op 15-jarige leeftijd werd Forrest opgenomen in het nationale team van Schotland.
In 2010 won hij het Scottish Boys Kampioenschap, waarna hij in aanmerking kwam voor een studiebeurs. Ook kwam hij met een score van zes onder par in de play-off van de Sir Henry Cooper Junior Masters. Hij speelde ook in het Britse team bij de Jaques Leglise Trophy op de Castelconturbia Golf Club.
Forrest zat op het Stewart’s Melville College en studeert sinds 2011 aan de Universiteit van San Diego waar hij collegegolf speelt voor de Toreros. In 2012 werd hij vijfde bij de WGC Golf Championships in Californië. Aan het einde van het seizoen werd hij uitgeroepen tot Freshman of the Year.
In 2012 overleed zijn 49-jarige vader Graeme aan kanker. Drie weken later won hij de 85ste editie van het Schots Amateur op de Royal Dornoch Golf Club, waarna hij mocht meedoen aan het Johnnie Walker Championship op Gleneagles.
 In 2013 kwalificeerde hij zich in Dubar voor het Brits Open op Muirfield. 
In 2014 stond Forrest op de 18de plaats van de wereldranglijst en mocht hij zijn land vertegenwoordigen in de Eisenhower Trophy en de Palmer Cup. 
In 2015 werd hij in de finale van het Brits Amateur verslagen door Fransman Romain Langasque.

## Gewonnen
- 2009: Scottish Boys U-16 met -1[2]
- 2010: Scottish Boys Matchplay[3]
- 2012: Schots Amateur Kampioenschap[4]
- 2013: Kwalificatie voor het Brits Open

## Teams
- Jacques Leglise Trophy: 2010
- Eisenhower Trophy: 2014 in Japan
- Palmer Cup: 2014 (winnaars)